# Burrill Bernard Crohn
Burrill Bernard Crohn (New York, 13 giugno 1884 – Connecticut, 29 luglio 1983) è stato un medico gastroenterologo statunitense, tra i primi a descrivere la malattia che da lui stesso prese il nome, la malattia di Crohn.

## Carriera
Nel 1932, il dottor Crohn e due suoi colleghi (Ginzburg e Gordon D. Oppenheimer), pubblicarono un importante lavoro scientifico che descriveva gli aspetti della malattia che interessava l'apparato gastrointestinale e che era all'epoca scarsamente conosciuta. Furono descritti 14 casi, definiti prima come "ileite terminale" e successivamente come "ileite regionale". Le motivazioni che portarono all'associazione del nome di Crohn a questa patologia furono correlate più che con il contributo maggiore dato dal gastroenterologo, ai criteri di alfabetizzazione della pubblicazione che dava a Crohn appunto il primo nome sul lavoro.
Nel momento in cui la malattia fu descritta per la prima volta, Crohn era infatti un medico generico che saltuariamente effettuava interventi chirurgici ai suoi pazienti presso l'ospedale Monte Sinai di New York, lo stesso in cui lavorava il neurologo Bernard Sachs (1858- 1944). Fu qui che Crohn vide un gran numero di pazienti affetti da enterocolite granulomatosa, divenendo poi direttore del dipartimento di gastroenterologia e maturando una sempre maggior esperienza nel suo campo che lo rese noto ben presto anche al di fuori dei confini degli Stati Uniti.
Gli studi iniziali condotti per capire la cause della malattia erano incentrati sulla sua personale convinzione che la stessa fosse determinata dall'azione del microrganismo patogeno Mycobacterium paratuberculosis, analogamente alla malattia di Johne. Non fu tuttavia in grado di isolare il microrganismo anche per i mezzi limitati che la microscopia ottica forniva alla scienza medica dell'epoca, sebbene l'ipotesi formulata da Crohn sia recentemente tornata in auge nella comunità scientifica.
Morì, quasi centenario, nel Connecticut.